# Милосав Радуловић
Милосав Радуловић (Ново Село, код Даниловграда, 1915 — Сиљавица, 5. јануар 1943), учесник Народноослободилачке борбе и народни херој Југославије.

## Биографија
Рођен је 1915. у Новом Селу, код Даниловграда, у сиромашној сељачкој породици. После завршене основне школе, бавио се земљорадњом. Као врло млад приступио је радничком покрету. Почетком 1941. године, постао је члан Комунистичке партије Југославије.
После Априлског рата и капитулације југословенске војске, радио је интензивно на припремама за устанак. Био је један је од главних организатора устанка у свом крају. У току Тринаестојулског устанка био је изабран за политичког руководиоца Спушког устаничког батаљона и истакао се у борбама приликом ослобођења Спужа и на Вељем брду. Као истакнут партијско-политички радник, септембра 1941, на месној партијској конференцији, био је изабран за члана Месног комитета КПЈ Даниловград, а два месеца касније за заменика политичког комесара Команско-загарачког батаљона, који је у то време био у саставу одреда „Бијели Павле", а од почетка марта 1942. у саставу Ловћенског одреда. У пролећним данима 1942. године, истакао се у борбама у Загарчу, Цуцама, код Грахова и других места, вођеним на правцу повлачења партизанских снага ка Босни.
Крајем маја 1942, био је враћен из рејона Грахова на окупирану територију среза цетињског, са задатком да, као илегалац, у непријатељској позадини ради на јачању позиција Народноослободилачког покрета. Као илегалац боравио је претежно на територији Комана, Бандића, Загарча, Новог Села, Косовог Луга и Загреде, радећи на обнављању партијске организације на том терену у својству члана Међуопштинског партијског бироа, формираног средином 1942. године. Дана 5. јануара 1943, опколио га је четнички батаљон у једној кући под Сиљавицом и позвао да се преда. Заједно с једним другом, искочио је из куће у намери да пружи отпор и онемогући непријатељу да их зароби. Пао је погођен куршумима испред самих кућних врата, а његов друг неколико метара даље.
Указом председника Федеративне Народне Републике Југославије Јосипа Броза Тита, 27. новембра 1953. године, проглашен је за народног хероја.